# Ondate di caldo dell'estate 1982 in Europa
Nel corso dell'estate del 1982, in particolare nei mesi di giugno e luglio, una parte dell'Europa fu colpita da due importanti ondate di caldo che portarono temperature elevatissime in una vasta area, prevalentemente nella parte meridionale del continente. Le fasi di temperature molto oltre la media si verificarono dapprima verso la fine del mese di giugno e colpirono in prevalenza l'Italia meridionale e la Sardegna. In queste occasioni molte stazioni meteorologiche nell'Europa meridionale registrarono valori che al tempo costituivano primati di temperatura; nel corso di successive ondate di caldo, soprattutto nel corso del XXI secolo, numerosi di questi record vennero superati.

## Giugno
In Sardegna il giorno 25 la stazione meteorologica di Capo San Lorenzo con 46,2 °C faceva registrare il proprio record di temperatura massima assoluta e il valore più elevato registrato in quei giorni dalle stazioni meteorologiche del Servizio Meteorologico dell'Aeronautica Militare. Nella stessa giornata e sempre in Sardegna, la stazione meteorologica di Capo Bellavista con 42,0 °C stabiliva anch'essa il proprio record di temperatura massima assoluta, mentre la stazione meteorologica di Decimomannu con 43,8 °C faceva registrare il proprio record di temperatura massima mensile di giugno.
Nel Lazio il giorno 25 Frosinone con 38,0 °C, Roma Ciampino con 37,8 °C, l'aeroporto di Latina con 36,6 °C, Pratica di Mare con 35,6 °C, la Roma Fiumicino con 34,6 °C e il monte Terminillo con 24,8 °C facevano registrare i propri record di temperatura massima mensile di giugno. Alcuni di questi valori furono poi superati nel corso di successive ondate di caldo nel corso del XXI secolo (soprattutto nel 2003 e nel 2019).
In Sicilia il giorno 25 la stazione meteorologica di Palermo Punta Raisi con 44,0 °C faceva registrare il proprio record di temperatura massima assoluta, mentre la stazione meteorologica di Catania Fontanarossa con 45,0 °C e la stazione meteorologica di Ustica con 37,6 °C stabilivano i propri record di temperatura massima mensile di giugno. Sempre in Sicilia, il giorno 26 la stazione di Catania Fontanarossa raggiungeva nuovamente i 45,0 °C bissando il record mensile registrato il giorno precedente, mentre la stazione meteorologica di Trapani Birgi con 43,0 °C stabiliva il proprio record di temperatura massima mensile di giugno.
In Campania il giorno 25 la stazione meteorologica di Grazzanise con 37,8 °C e Napoli Capodichino con 37,4 °C facevano registrare i propri record di temperatura massima mensile di giugno. In Calabria il giorno 26 la stazione meteorologica di Crotone-Isola di Capo Rizzuto con 43,0 °C faceva registrare il proprio record di temperatura massima assoluta, mentre Reggio Calabria con 42,0 °C e Lamezia Terme con 40,0 °C stabilivano i propri record di temperatura massima mensile di giugno. In Puglia il giorno 26 Brindisi Casale con 43,4 °C e Taranto Grottaglie con 40,8 °C facevano registrare il proprio record di temperatura massima mensile di giugno.
L'ondata di caldo di giugno colpì in una certa misura anche l'Italia settentrionale: in Romagna il giorno 26 Rimini Miramare con 37,3 °C e Cervia aeroporto con 36,7 °C stabilivano i propri record di temperatura massima mensile di giugno.

## Luglio
Nel mese di luglio il calore estremo interessò la penisola iberica nord-orientale, la Francia e l'Italia. Nelle suddette nazioni venivano registrati vari record di temperatura massima assoluta nel corso della prima decade del mese. L'ondata di calore seguì quella molto intensa della terza decade di giugno, insistendo però in questo caso in territori situati più a nord-ovest.
In Spagna il giorno 7 l'osservatorio meteorologico di Tortosa con 43,0 °C, la stazione meteorologica dell'aeroporto di Logroño con 42,8 °C e l'osservatorio Fabra nell'area collinare di Barcellona con 39,8 °C registravano i propri record di temperatura massima assoluta; il giorno 8 a Noáin, la stazione meteorologica dell'aeroporto di Pamplona con 41,2 °C stabiliva il proprio record di temperatura massima mensile di luglio.
In Francia il giorno 6 la stazione meteorologica ubicata presso il semaforo marittimo di Cap Béar con 38,3 °C faceva registrare il proprio record di temperatura massima assoluta. Il giorno 7 la stazione meteorologica di Le Luc con 42,7 °C, la stazione meteorologica aeroportuale di Tolone Hyères con 42,3 °C e quella di Perpignano Rivesaltes con 40,5 °C, l'osservatorio meteorologico di Tolone con 40,1 °C e la stazione meteorologica presso il semaforo marittimo di Cap Cépet con 39,3 °C facevano registrare i propri record di temperatura massima assoluta. Il giorno 8 le stazioni meteorologiche di Tolosa Blagnac e di Tolosa Francazal con 40,2 °C e la stazione meteorologica aeroportuale presso La Rochelle con 39,0 °C stabilivano i propri record di temperatura massima assoluta, mentre ad Anglet la stazione meteorologica dell'aeroporto di Biarritz con 39,8 °C faceva registrare il proprio record di temperatura massima mensile di luglio.
In Italia il giorno 7 Gela con 41,4 °C e il Capo Carbonara con 40,0 °C facevano registrare i propri record di temperatura massima assoluta; nella stessa giornata Milano Linate con 37,1 °C stabiliva i propri temporanei record di temperatura massima mensile di luglio e di temperatura massima assoluta, che furono poi superati di soli 0,1 °C il 29 luglio 1983 ma definitivamente superati nel corso della caldissima estate 2003. Infine, durante il secondo picco dell'ondata di calore, il giorno 16 la stazione meteorologica di Trapani Birgi con 41,6 °C faceva registrare il proprio record di temperatura massima mensile di luglio.